# Discovery Family
Discovery Family (tidigare kallad Discovery Kids och Hub Network) är en amerikansk TV-kanal, som sänder dygnet runt och inledde sina sändningar den 7 oktober år 1996. Kanalen ersattes av bolaget Discovery Kids. Denna kanalen hade också serier som sändes i The Hub. Men det finns serier som fanns i bolaget av Hasbro Studios. På Sverige hade serierna sänds i olika TV-kanaler.

## Serier som sänds i Sverige
- Transformers Prime
- Pound Puppies
- The Adventures of Chuck and Friends
- My Little Pony: Vänskap är magisk
- Littlest Pet Shop
- Littlest Pet Shop: A World of Our Own
- Creepie